# Ödsmåls distrikt
Ödsmåls distrikt är ett distrikt i Stenungsunds kommun och Västra Götalands län. 
Distriktet ligger vid kusten, norr om Stenungsund. 

## Tidigare administrativ tillhörighet
Distriktet inrättades 2016 och utgörs av socknen Ödsmål i Stenungsunds kommun.
Området motsvarar den omfattning Ödsmåls församling hade vid årsskiftet 1999/2000.